# Kanton Saint-Valery-en-Caux
Kanton Saint-Valery-en-Caux is een kanton van het Franse departement Seine-Maritime. Het kanton maakt deel uit van de arrondissementen Dieppe en Le Havre. Het telt 35 873 inwoners in 2017 dat is een dichtheid van 76 inwoners/km². De oppervlakte bedraagt 475,02 km².

## Gemeenten
Het kanton Saint-Valery-en-Caux omvatte tot 2014 de volgende 14 gemeenten:
- Blosseville
- Cailleville
- Drosay
- Gueutteville-les-Grès
- Ingouville
- Manneville-ès-Plains
- Le Mesnil-Durdent
- Néville
- Pleine-Sève
- Sainte-Colombe
- Saint-Riquier-ès-Plains
- Saint-Sylvain
- Saint-Valery-en-Caux (hoofdplaats)
- Veules-les-Roses

Door de herindeling van de kantons bij decreet van 27 februari 2014, met uitwerking in maart 2015, werd het kanton uitgebreid tot 77 gemeenten. Op 1 januari 2017 werden de gemeenten Auzouville-Auberbosc, Bennetot, Bermonville, Fauville-en-Caux, Ricarville, Saint-Pierre-Lavis en Sainte-Marguerite-sur-Fauville  samengevoegd tot fusiegemeente (commune nouvelle) Terres-de-Caux. Sindsdien bestaat het kanton uit volgende 71 gemeenten : 
- Alvimare
- Ancourteville-sur-Héricourt
- Angiens
- Anglesqueville-la-Bras-Long
- Auberville-la-Manuel
- Autigny
- Bertheauville
- Bertreville
- Beuzeville-la-Guérard
- Blosseville
- Bosville
- Le Bourg-Dun
- Bourville
- Brametot
- Butot-Vénesville
- Cailleville
- Canouville
- Cany-Barville
- La Chapelle-sur-Dun
- Clasville
- Cleuville
- Cléville
- Cliponville
- Crasville-la-Mallet
- Crasville-la-Rocquefort
- Drosay
- Envronville
- Ermenouville
- Fontaine-le-Dun
- Foucart
- La Gaillarde
- Grainville-la-Teinturière
- Gueutteville-les-Grès
- Le Hanouard
- Hattenville
- Hautot-l'Auvray
- Héberville
- Houdetot
- Ingouville
- Malleville-les-Grès
- Manneville-ès-Plains
- Le Mesnil-Durdent
- Néville
- Normanville
- Ocqueville
- Oherville
- Ouainville
- Ourville-en-Caux
- Paluel
- Pleine-Sève
- Rocquefort
- Saint-Aubin-sur-Mer
- Saint-Martin-aux-Buneaux
- Saint-Pierre-le-Vieux
- Saint-Pierre-le-Viger
- Saint-Riquier-ès-Plains
- Saint-Sylvain
- Saint-Vaast-Dieppedalle
- Saint-Valery-en-Caux
- Sainte-Colombe
- Sasseville
- Sommesnil
- Sotteville-sur-Mer
- Terres-de-Caux
- Thiouville
- Trémauville
- Veauville-lès-Quelles
- Veules-les-Roses
- Veulettes-sur-Mer
- Vittefleur
- Yébleron